# Бреговляна
Бреговляна (хорв. Bregovljana) — населений пункт у Хорватії, у Загребській жупанії у складі громади Пуща.

## Населення
Населення за даними перепису 2011 року становило 122 осіб.
Динаміка чисельності населення поселення:

## Клімат
Середня річна температура становить 10,08 °C, середня максимальна – 24,21 °C, а середня мінімальна – -6,37 °C. Середня річна кількість опадів – 1005 мм.
| Клімат поселення                              | Клімат поселення | Клімат поселення | Клімат поселення | Клімат поселення | Клімат поселення | Клімат поселення | Клімат поселення | Клімат поселення | Клімат поселення | Клімат поселення | Клімат поселення | Клімат поселення | Клімат поселення |
| Показник                                      | Січ.             | Лют.             | Бер.             | Квіт.            | Трав.            | Черв.            | Лип.             | Серп.            | Вер.             | Жовт.            | Лист.            | Груд.            |                  |
| Середній максимум, °C                         | 5,68             | 7,71             | 11,97            | 16,37            | 21,19            | 24,21            | 23,56            | 23,03            | 19,07            | 14,07            | 8,18             | 4,43             |                  |
| Середня температура, °C                       | −0,32            | 1,69             | 5,94             | 10,35            | 15,15            | 18,18            | 19,84            | 19,30            | 15,34            | 10,34            | 4,45             | 0,70             |                  |
| Середній мінімум, °C                          | −6,37            | −4,34            | −0,1             | 4,32             | 9,14             | 12,16            | 16,10            | 15,57            | 11,61            | 6,61             | 0,73             | −3,02            |                  |
| Норма опадів, мм                              | 51               | 53               | 68               | 72               | 85               | 116              | 93               | 96               | 102              | 98               | 99               | 72               |                  |
| Середньомісячна швидкість вітру, м/с          | 1.60             | 1.80             | 2.20             | 2.10             | 2.00             | 1.80             | 1.78             | 1.60             | 1.58             | 1.60             | 1.70             | 1.70             |                  |
| Середньомісячна сонячна радіація, кДж/м²·день | 4083             | 6810             | 10434            | 14810            | 18900            | 20658            | 21606            | 18762            | 13820            | 8584             | 4526             | 3280             |                  |
| --------------------------------------------- | ---------------- | ---------------- | ---------------- | ---------------- | ---------------- | ---------------- | ---------------- | ---------------- | ---------------- | ---------------- | ---------------- | ---------------- | ---------------- |
| Джерело:                                      |                  |                  |                  |                  |                  |                  |                  |                  |                  |                  |                  |                  |                  |